# Escudo heráldico del palacio de los Osset-Miró
El Escudo heráldico del Palacio de los Osset–Miró,  en Forcall, comarca de los Puertos de Morella, en la provincia de Castellón, es un  escudo nobiliario situado en una de las  fachadas  de la que fue Palacio de los Osset, que actualmente se conoce como casa Palacio de los Osset-Miró, que está catalogado, por declaración genérica como Bien de Interés  Cultural, aunque no presenta anotación ministerial. La identificación del monumento se hace a través del código 12.01.061-016.
El escudo está datado, como el resto del edificio en el siglo XVI, ubicándose éste en la calle de los Dolores, una de las calles a las que da la Casa-Palacio que es una manzana completa.